# جويل توبيك
جويل توبيك (بالإنجليزية: Joel Tobeck)‏ هو ممثل نيوزلندي، ولد في 2 يونيو 1971 في نيوزيلندا.

## أعمال

### أفلام
- (2003) عودة الملك[4]
- (2007) 30 يوما من الليل[5]
- (2007) السائق الشبح[6]
- (2011) الجميلة النائمة
- (2018) محركات قاتلة[7]

### مسلسلات
- هاواي فايف أو

## وصلات خارجية
- جويل توبيك على موقع IMDb (الإنجليزية)
- جويل توبيك على موقع قاعدة بيانات الأفلام العربية
- جويل توبيك على موقع ألو سيني (الفرنسية)
- جويل توبيك على موقع أول موفي (الإنجليزية)
- جويل توبيك على موقع قاعدة بيانات الأفلام السويدية (السويدية)
- جويل توبيك على موقع قاعدة بيانات الفيلم (الإنجليزية)
- جويل توبيك على موقع كينوبويسك (الروسية)